# Talana
Talana (Talàna in sardo) è un comune italiano di 927 abitanti della Provincia dell'Ogliastra, nella Sardegna centro-orientale. Il prosciutto di Talana è rinomato per essere un’eccellenza della gastronomia.

## Geografia fisica

### Territorio

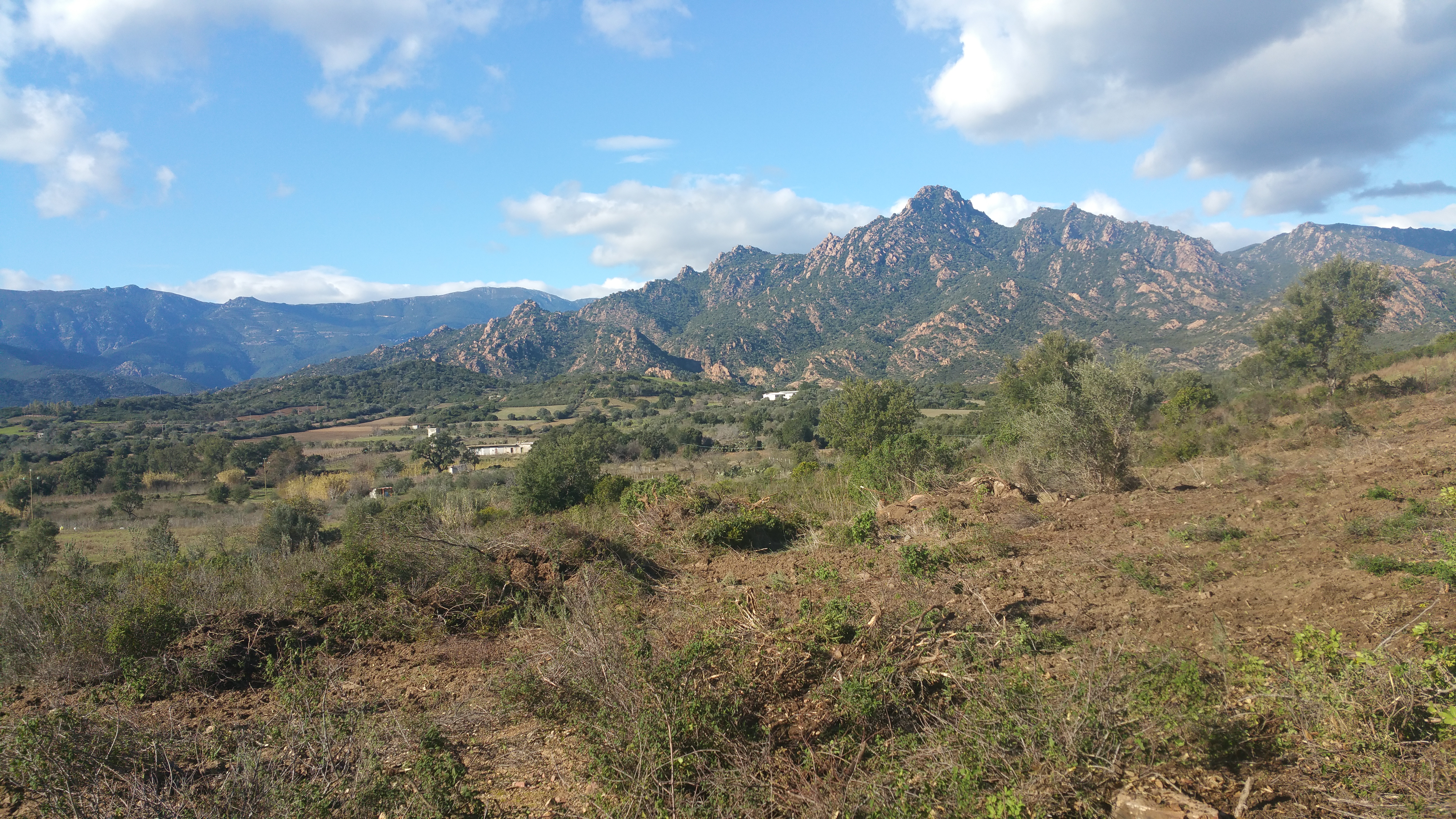
Il Monte Mundugia ("Munduge") visto dalla località di campagna Genn'e orrodas. Sullo sfondo, i monti talanesi che segnano il confine con l'altopiano, innevati sulle cime.

Il territorio del comune di Talana si estende per 118,68 km² nell'area nord-occidentale della provincia regionale Ogliastra. Ha forma irregolare, molto allungata verso sud/sud-est, con una notevole escursione altimetrica, che varia dai 1.506 della Punta Genziana (chiamata Serra Orronori o Orrunori dagli abitanti locali) alla media dei 50 al confine con i comuni della pianura. Ai piedi di Orrunori si estende un vasto altopiano, la cui altitudine media si aggira intorno ai 1.000 metri, attraversato da torrenti che alimentano i fiumi Flumendosa e Cedrino. Fanno da collegamento tra l'altopiano e la piana numerosi costoni, di un'altezza compresa tra i 300 e gli 800 metri (su uno dei quali, all'altezza di circa 700 m., si trova, con vista mare, il centro abitato); tali costoni sono per la maggior parte totalmente ricoperti da boschi e percorsi da torrenti e ruscelli, sfocianti nell'area di Tortolì. Sulla piana, nel territorio di Talana, dominano alcuni elevati rilievi, come ad esempio il monte Mundugia (Munduge nella parlata talanese), il quale raggiunge l'altezza di 777 metri.

#### Confini

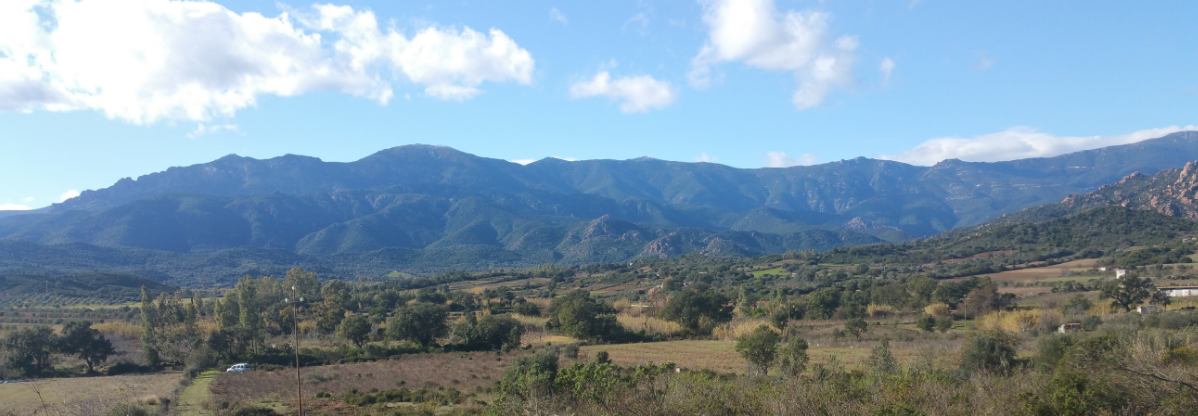
Monte Olinie (1370 m., vetta più elevata) e gli altri rilievi al confine tra Talana e Villagrande Strisaili.

Il paese confina per il tratto più a lungo con il comune di Villagrande Strisaili (simile per variante linguistica e tradizioni), ad ovest, sud-ovest e sud, per più di 30 chilometri; a nord-ovest, sul fiume Flumineddu, nell'area del Gennargentu, Talana confina con il centro barbaricino di Orgosolo; proseguendo nuovamente verso sud, s'incontra con Urzulei e Triei, toccando anche Baunei, anche se solo nella località S'Arcu 'e sa Persa Arba. Ormai raggiunta la pianura, Talana confina per un 1 chilometro e mezzo con Lotzorai.

#### Geologia
La natura geologica di Talana è caratterizzata dal granito, che costituisce gran parte del territorio comunale; sulle cime elevate situate a settentrione è però possibile riscontrare scisti cristallini, come la maggior parte di quelli appartenenti al Massiccio del Gennargentu. A differenza di tutti i comuni con cui confina a nord, Talana non possiede territorio calcareo; grazie a questa caratteristica è perciò facile distinguerne il territorio da quello di Urzulei o Orgosolo. Differenze, tuttavia, si riscontrano anche nella roccia granitica: nella zona di Sant'Efisio, situata sulla piana, è presente quello grigio, con isolate aree di rosso; più a nord, verso Urzulei, vi sono cime di granito rosa, prima fra tutte quella di Muduge.
Miniere di Talana
Il territorio di Talana nasconde antiche tracce di un passato minerario; sia a Sud che a Nord del paese sono presenti i segni delle ricerche minerarie iniziate già nel 1500.

## Origini del nome
Il nome deriva, secondo il linguista e glottologo Massimo Pittau potrebbe essere di origine nuragica (significativa in tal senso la triplice ripetizione della a). Secondo lo stesso studioso, inoltre, Thalna, o Thalana sarebbe una divinità etrusca, dea della giovinezza. Pertanto si potrebbe supporre una presenza etrusca sul territorio, oppure un regolare e costante rapporto tra i nuragici della zona e popolazioni etrusche, tanto significativo da avere lasciato tracce nel nome stesso del paese.

## Storia
L'area fu abitata in epoca prenuragica (presenza di domus de janas) e nuragica (presenza di alcuni nuraghi e tombe dei giganti).
La villa nel Medioevo fece parte del giudicato di Cagliari, nella curatoria dell'Ogliastra, fino al 1258. Passò poi al giudicato di Gallura, quindi a Pisa, che conquistò il villaggio e il territorio. Successivamente, quando gli aragonesi nel 1323 attuarono la spedizione in Sardegna per la conquista dell'isola, la zona fu occupata da Berengario Carroz. Il borgo fu poi annesso nel 1363 alla contea di Quirra, feudo del nobile valenciano, istituita in quell'anno dal re d'Aragona Pietro IV il Cerimonioso. Nel 1603 la contea venne trasformata in marchesato, feudo prima dei Centelles e poi degli Osorio de la Cueva, ai quali fu riscattato nel 1839 con la soppressione del sistema feudale voluta da Carlo Alberto di Savoia.

### Simboli
Lo stemma e il gonfalone del Comune di Talana sono stati concessi con decreto del presidente della Repubblica del 6 ottobre 2003.
Il gonfalone è un drappo di bianco con la bordatura di azzurro.

## Tradizione
Famosa è infine l’arte talanese della tessitura: con telai secolari si producono ancora le “bertule”, bisacce fatte di pelo caprino e “Sa frassada”, coperta o tappeto coloratissimi fatti con su “Telingiu rantargiu” , il telaio verticale, caratteristico del paese.

## Longevita
Gia dopo il 1800, Victorio Angius scriveva gia che "i talanesi vengono talvolta all 'estrema vecchiezza senza aver patito una malattia seria"
Talana fa parte oggi della Zona blu (in inglese Blue Zone) è un termine usato per identificare un'area demografica e/o geografica del mondo in cui la speranza di vita è notevolmente più alta rispetto alla media mondiale. Il concetto è nato quando gli studiosi Gianni Pes e Michel Poulain hanno pubblicato su Experimental Gerontology il loro studio demografico sulla longevità umana, che identifica la provincia di Nuoro, in Sardegna, come l'area con la maggiore concentrazione di centenari al mondo. Gli studiosi, per procedere nel lavoro, tracciavano sulla mappa delle serie di cerchi concentrici blu che indicavano le zone con la più alta longevità, da qui il termine "zona blu".

## Il prosciutto di Talana
L'allevamento del suino in Sardegna si può far risalire alla preistoria a partire dal Neolitico antico intorno al VI millennio a.C., come hanno permesso di stabilire numerosi reperti rinvenuti in siti archeologici. Durante il periodo nuragico (1800-238 a.C.) la presenza del maiale domestico è ampiamente testimoniata, sia da ossa rinvenute nei luoghi di scavi archeologici sia da numerose statuine bronzee che raffigurano distintamente il maiale domestico e il cinghiale.
Durante la dominazione romana si assistette ad un incremento dell'allevamento suino. Numerose le testimonianze scritte risalenti al XIV secolo. Le prime descrizioni morfologiche del suino Sardo risalgono alla seconda metà del Settecento.
La scomparsa progressiva dei boschi di querce, ha portato, nel corso del Novecento, a una forte contrazione dell'allevamento del suino brado, sostituito in parte dall'allevamento casalingo.

## Monumenti e luoghi d'interesse

### Architetture religiose
- Chiesa di Santa Marta
- Chiesa di Sant'Efisio
- Chiesa di San Giovanni Battista

### Siti archeologici
- Nuraghe Bau 'e Tanca  è uno dei nuraghi più alti in quota della Sardegna, essendo posizionato a 1122 metri s.l.m., al colmo di un altipiano granitico.
- Tomba dei giganti Bau 'e Tanca
- Necropoli di Domus de janas di Sillacaccaro
- Nuraghe Nercone e Tomba dei Giganti
- la Sardegna prenuragica con il menhir di Is Cannas

### Alberi monumentali della Sardegna
Ci sono 11 alberi di Talana registrati nel l'elenco del Alberi monumentali della Sardegna.

### Foreste
- Foresta Sorberine gestito da Forestas

## Turismo

### Cascate
Ci sono diverse cascate nel territorio tra le quali la più rinomata è la Bacu sa Figu.La cascata di Bacu Sa Figu  e può essere considerato una delle forre più selvagge della Sardegna

### Camini
- il cammino  di San Giorgio Vescovo e uno dei itinerari di pellegrinaggio passa a Talana [17] la tapa si ferma in localita Funtana Filigi a monte del paese di Talana .

- il sentierio Sorbenine porta  sul monte Olinie,con un lunghezza di percoso di circa 13 km[18]

### Sagra del proscuitto
Il maiale di razza sarda ha caratteristiche morfologiche simili a quelle del cerdo iberico da cui si ricava, guarda caso, un'altra eccellenza.
Ogni anno in agosto si svolge la sagra del prosciutto nel corso della quale è possibile, oltre a degustare il prodotto locale, visitare la mostra itinerante tra le vecchie case del centro storico e altre mostre fotografiche, mentre canti e balli sardi animano le vie del paese.
L'UNPLI (Unione Nazionale Pro Loco d'Italia) ha attribuito nel 2024 il bollino blu alla premiata manifestazione estiva del paese che del prodotto principe degli antipasti ha fatto una vera e propria cultura.

### Arrampicata
Lunica via di arrampicata è la Mello-Sarda . si tratta di una via lunga , su roccia grantica , che ricorda le placche de Val di Melio uno dei santuari mondiali dell arrampicata alpina in Lombardia 

## Società

### Evoluzione demografica
Abitanti censiti

### Lingue e dialetti
La variante del sardo parlata a Talana è il campidanese ogliastrino, anche se con importani influssi dall'area barbaricina e logudorese che la fanno ascrivere a limba de mesania ("lingua di mezzo").

## Cultura
A Talana si svolgono diverse sagre paesane tra cui:
La festa di sant’Efisio
La festa più importante si svolge la prima domenica di maggio in onore di sant’Efisio nella chiesa campestre a lui dedicata, ai confini col territorio di Lotzorai. Il simulacro viene traslato il sabato pomeriggio dalla chiesa parrocchiale del paese a quella campestre per poi essere riportato in paese il successivo lunedì nel pomeriggio. 
Ancora oggi molte famiglie trascorrono interamente i tre giorni in campagna nelle lòjas, porzioni di terreno sotto gli ulivi ripulite da sterpaglie e adatte a bivaccare. A l’obriere della festa spetta l’usufrutto de s’arrebustu che in sardo significa dispensa ma che qui ha il significato espresso in altre varietà sarde con le parole muristène o cumbessìa. Un tempo, fino agli anni ’50, il santo aveva la sua guardia, sa bàrdia (leggi: s’àrdia), formata da tre uomini a cavallo ciascuno con in mano uno stendardo, sa pandela, che si cimentavano in una dimostrazione di abilità nella corsa a cavallo. Pur mancando l’antagonismo che contraddistingue la più famosa bàrdia di Sedilo, le analogie sono evidenti.

#### Sa morra
il gioco della Morra è diffuso in questo paese. Nel 2023, insieme con altri giochi di strada, la morra è stata inclusa nel patrimonio immateriale dell'umanità.

## Economia
Le attività di base sono l'allevamento del bestiame, in particolare di ovini, caprini, bovini e suini, e l'agricoltura, in particolare viticoltura e anche cerealicoltura, frutti coltura, olivicoltura. Molti posti di lavoro sono assicurati anche dalle attività di forestazione e antincendio boschivo.Si tratta di una economia agro pastorale con lo svuilloppo del produzione del procuitto 

## Infrastrutture e trasporti
La strada provinciale 56 che collega Talana e Lotzorai si incrocia con la Strada statale 125 Orientale Sarda, mentre a 20 km di distanza dal centro abitato si trova la Strada statale 389 var.

## Amministrazione
| Periodo         | Periodo         | Primo cittadino       | Partito                                 | Carica                    | Note   |
| --------------- | --------------- | --------------------- | --------------------------------------- | ------------------------- | ------ |
| 23 aprile 1995  | 16 aprile 2000  | Francesca Murru       | liste civiche di centro-sinistra        | Sindaco                   | [ 27 ] |
| 16 aprile 2000  | 8 maggio 2005   | Giordano Serra        | lista civica                            | Sindaco                   | [ 28 ] |
| 8 maggio 2005   | 30 maggio 2010  | Franco Tegas          | lista civica                            | Sindaco                   | [ 29 ] |
| 30 maggio 2010  | 31 maggio 2015  | Franco Tegas          | lista civica "Paris Po Talana"          | Sindaco                   | [ 30 ] |
| 31 maggio 2015  | 2 novembre 2020 | Franco Tegas          | lista civica "Talana in Movimento"      | Sindaco                   | [ 31 ] |
| 2 novembre 2020 | 11 ottobre 2021 | Agnese Virdis         |                                         | commissario straordinario | [ 32 ] |
| 11 ottobre 2021 | in carica       | Christian Paolo Loddo | lista civica "Talana Rinasce Nel Cuore" | sindaco                   |        |